# Durny Szczyt
Durny Szczyt (słow. Pyšný štít, niem. Schwalbenturm, węg. Fecske-torony) – czwarty co do wysokości szczyt Tatr, znajdujący się w długiej bocznej grani pomiędzy Baranimi Rogami (Baranie rohy) a Łomnicą (Lomnický štít). Wznosi się na wysokość 2622 m n.p.m. (według wcześniejszych pomiarów 2623 lub 2625 m).
Należy do Wielkiej Korony Tatr.

## Topografia
Wierzchołek góruje nad:
- Doliną Pięciu Stawów Spiskich (kotlina Piatich Spišských plies) – górnym piętrem Doliną Małej Zimnej Wody (Malá Studená dolina),
- Miedzianą Kotliną (Medená kotlina) – odgałęzieniem Doliny Dzikiej (Veľká Zmrzlá dolina), górnego piętra Doliny Zielonej Kieżmarskiej (dolina Zeleného plesa)[4].

Jest to urwisty wierzchołek o wyraźnej kulminacji położony pomiędzy Małym Durnym Szczytem (Malý Pyšný štít) – rozdziela je Durna Przełęcz (Lastovičia štrbina) – a Poślednią Turnią, oddzieloną Klimkową Przełęczą (Bachledova štrbina). W Durnej Przełęczy króluje niewielka turnia – Durna Igła, rozdzielająca ją na dwa siodła: Przełęcz Pawlikowskiego (położoną bliżej Durnego Szczytu) i Maćkową Przełęcz. Z kolei w grani łączącej Durny Szczyt z Poślednią Turnią (i dalej Łomnicą) najbliższym wzniesieniem jest Durna Turniczka, położona już za Klimkową Przełęczą.

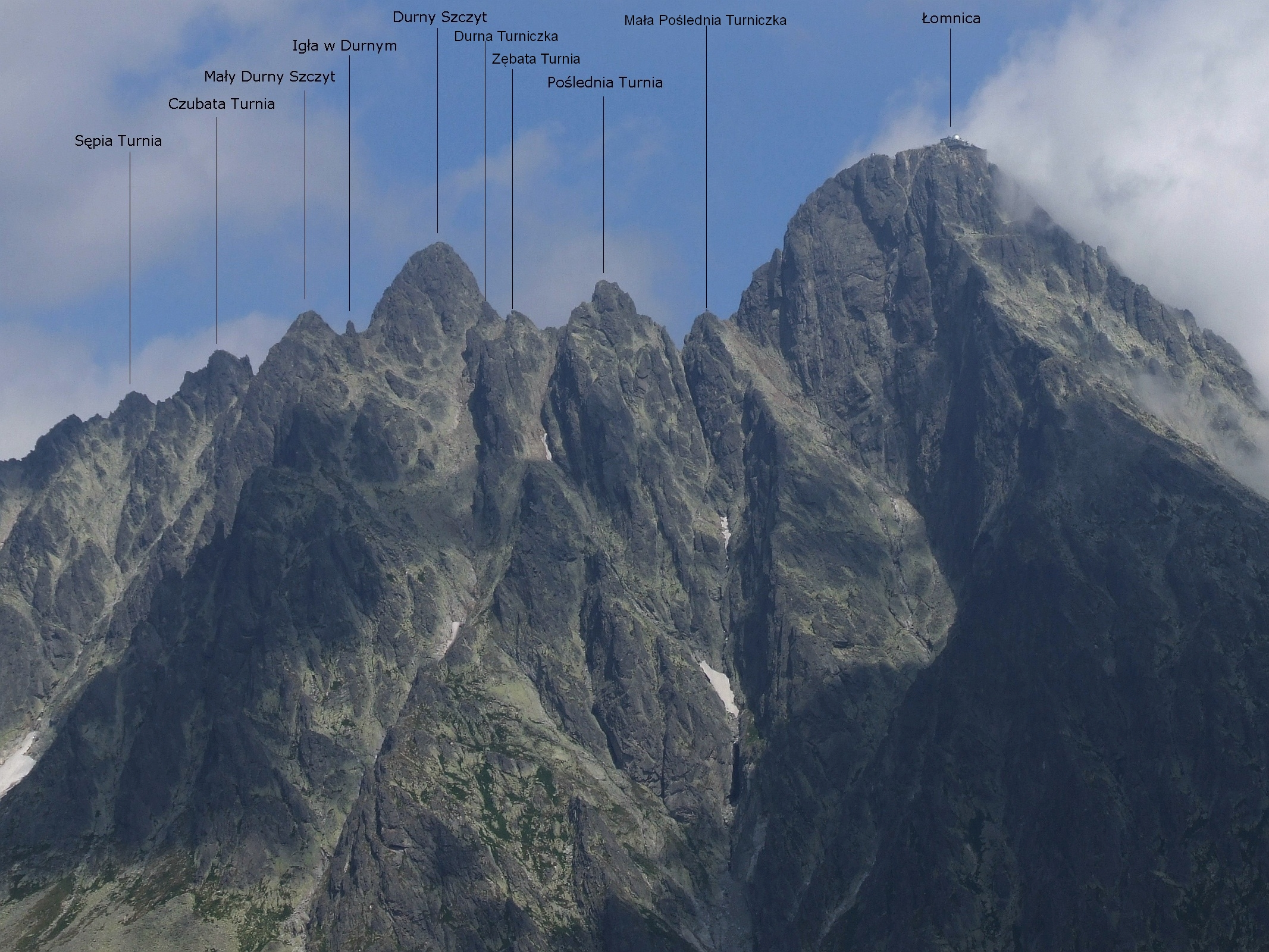
Durny Szczyt i Łomnica widziane ze Sławkowskiego Szczytu
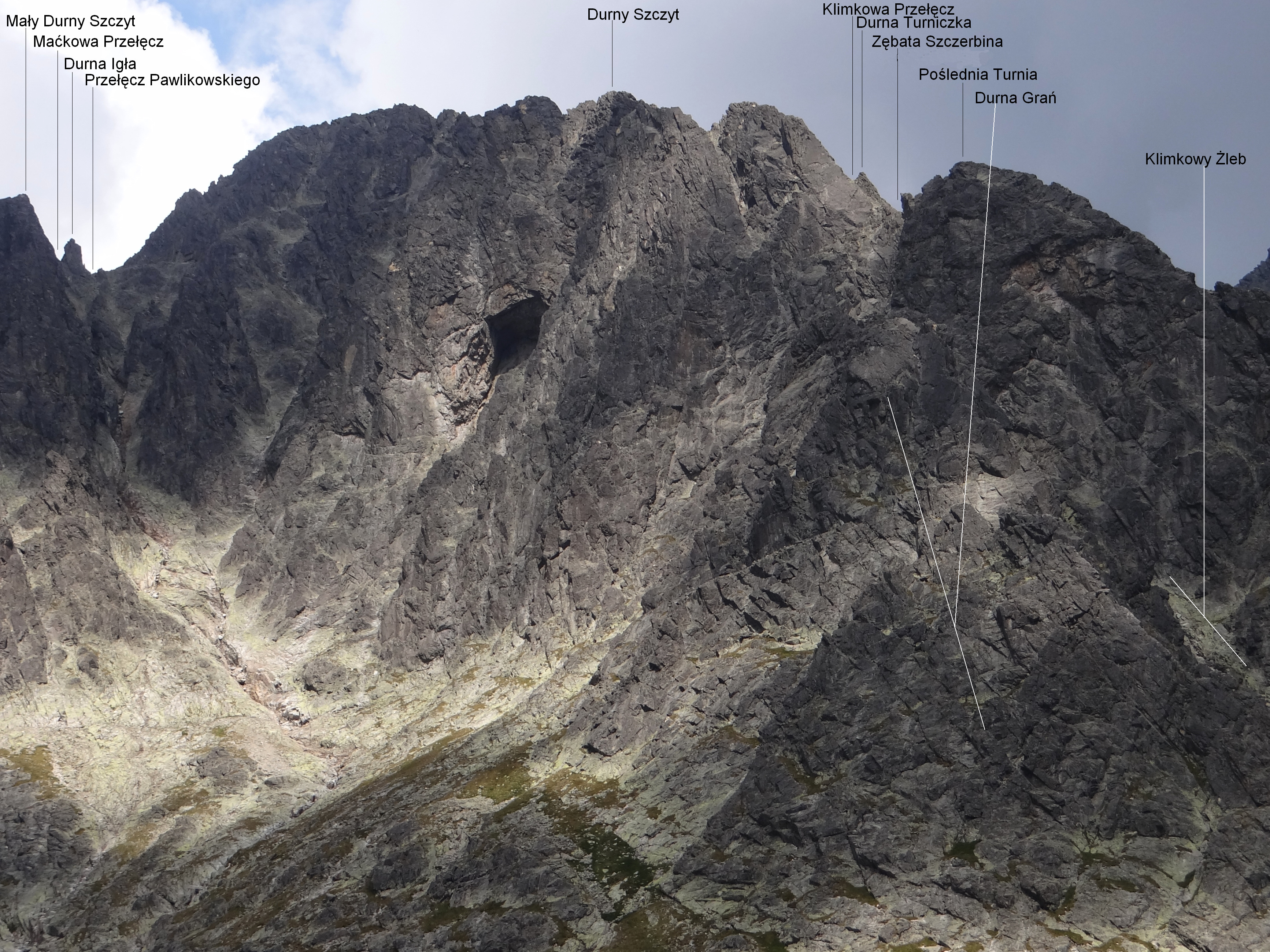
Widok z Doliny Pięciu Stawów Spiskich
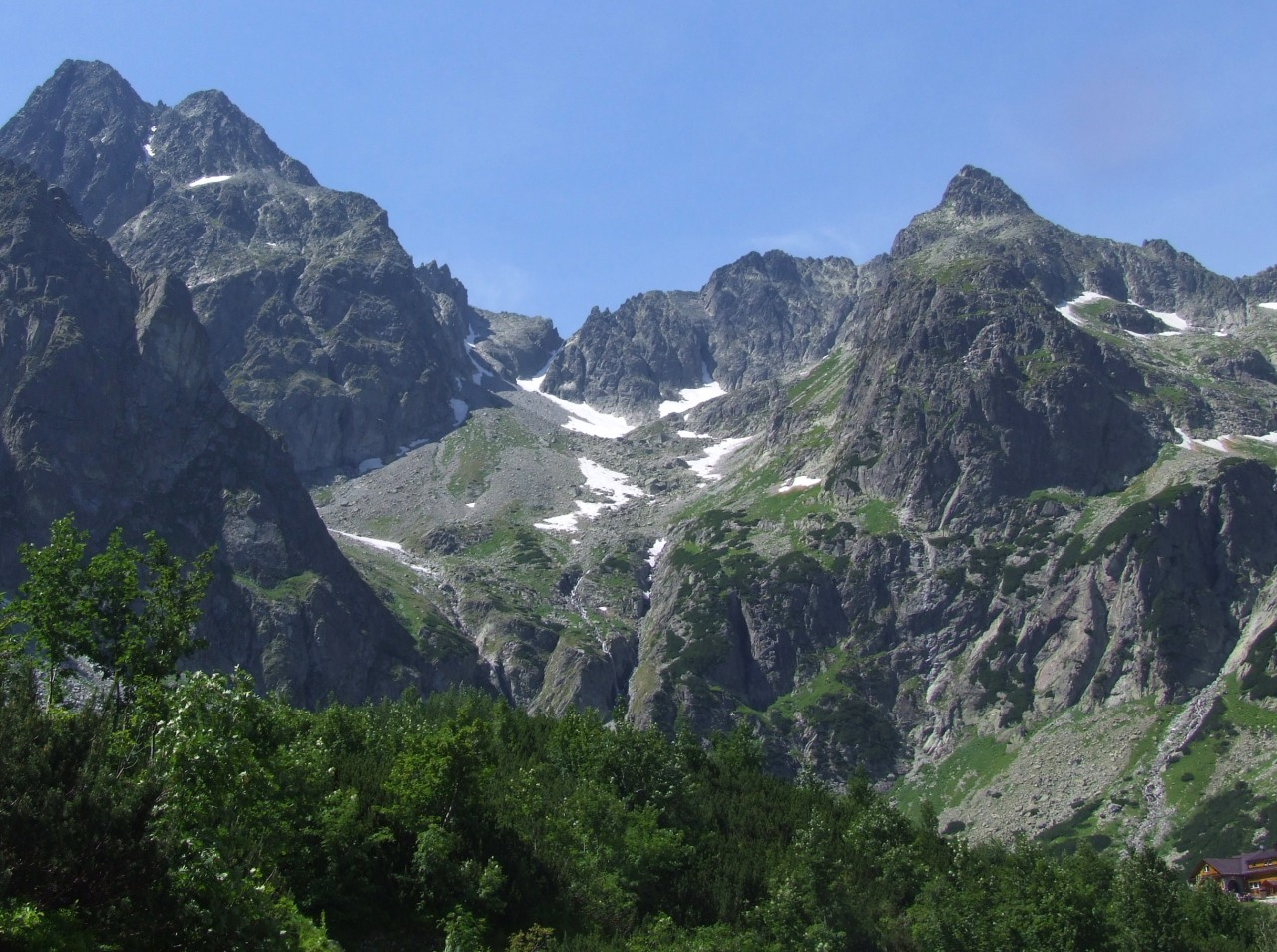
Masywy Durnego Szczytu i Baranich Rogów – widok z Doliny Zielonej Kieżmarskiej
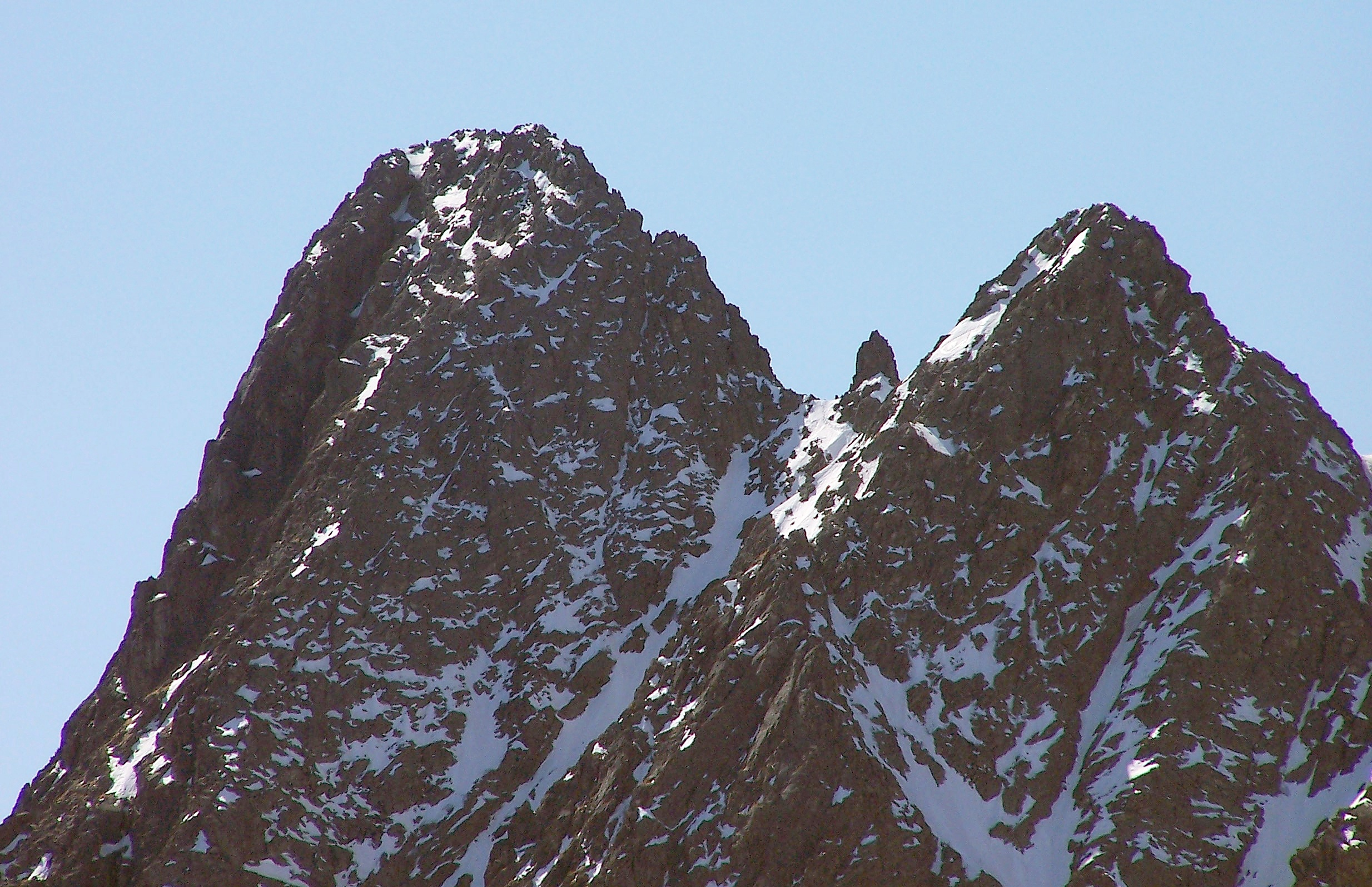
Durny Szczyt, Igła w Durnym i Mały Durny Szczyt

## Nazewnictwo
Słowo durny w gwarze podhalańskiej znaczy: dumny, pyszny. Nazwa szczytu związana jest z jego wyglądem. Dawniej szczyt określano wieloma podobnymi nazwami: Durny Wierch, Durna Góra, Dumna Góra, Głupi Wierch, Głupia Góra, także Mała Łomnica. W literaturze niemieckiej używano pierwotnie określeń Nordtrabant lub Lomnitzer Nordtrabant, natomiast Węgrzy nazywali wierzchołek: Lomniczi éjszaki lábas lub Északi mellékcsúcs. Później przez pomyłkę przesunięto w językach węgierskim i niemieckich na Durny Szczyt jego obecne nazwy, które pojawiły się także częściowo po czesku i słowacku. Polska nazwa pochodzi sprzed 1880 r.

## Dostępność
Góra jest dostępna jedynie dla bardzo wprawnych turystów górskich, konieczne jest towarzystwo uprawnionego przewodnika lub członkostwo w związku alpinistycznym (np. PZA, JAMES, OEAV, DAV). Masyw Durnego Szczytu należy do najbardziej skomplikowanych orientacyjnie miejsc w Tatrach, przez co w razie załamania pogody wycofanie się bywa trudne.
Widok z wierzchołka należy do najbardziej rozległych w Tatrach.

## Historia zdobycia
Pierwsze odnotowane wejścia:
- pierwsze letnie – Ödön Téry, Martin Spitzkopf, 8 sierpnia 1877 r., po wcześniejszej nieudanej próbie 1 sierpnia,
- drugie – Jan Gwalbert Pawlikowski, Maciej Sieczka i Józef Sieczka, 8 sierpnia 1881 r.,
- zimowe – Ede Hruby, Oszkár Jordán, Roman Komarnicki i Jenő Serényi, 27 marca 1910 r.[6]